# Damir Plantić
Damir Plantić (* 16. Dezember 1989 in Zagreb) ist ein kroatischer Kampfsportler im Halbschwergewicht.

## Savate
In der französischen Kampfsportart Savate gewann er die Weltmeisterschaften 2013 in Clermont-Ferrand, die World Combat Games 2013 in Sankt Petersburg und die Europameisterschaften 2014 in Clichy. 2016 erreichte er den zweiten Platz bei den Europameisterschaften in Chambéry.

## Boxen
Beim Boxen wurde Damir Plantić 2015, 2017, 2018, 2019, 2020 und 2022 kroatischer Meister und gewann eine Bronzemedaille bei den Europameisterschaften 2017 in Charkiw. Er war damit für die Weltmeisterschaften 2017 in Hamburg qualifiziert, wo er im Achtelfinale gegen Carlos Mina ausschied.
Bei den Europaspielen 2019 in Minsk schied er in der Vorrunde gegen Bayram Malkan und bei den Weltmeisterschaften 2021 in Belgrad im Achtelfinale gegen Victor Schelstraete aus.
2016 gewann er drei Profikämpfe in Serbien und 2019 einen weiteren in Deutschland.

## Kickboxen
Im Kickboxen nahm er 2016 an den WAKO-Europameisterschaften in Maribor teil und erreichte den fünften Platz.